# تودئوس
تودئوس (به یونانی: Τυδεύς Tūdeus) در اساطیر یونان، فرزند اوینئوس شاه کالیدون و پریبو بود، که یکی از پهلوانان نسلی قبل از وقوع جنگ تروآ به شمار می‌رفت. او یکی از مخالفان هفت‌گانه تب، و همسر دئیپوله بود که از او صاحب پسری به نام دیومدس شد. تودئوس پادشاه کالیدون و یکی از شاهزادگانی بود که برای لشگرکشی به سمت تبای به پولونیکس پیوست.

## مخالفان هفت‌گانه تب

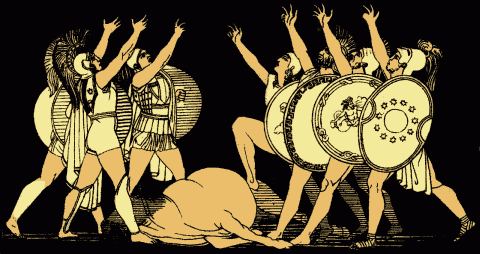
سوگند هفت رئیس

تودئوس در نتیجه قتلی که مرتکب شد، توسط عمویش آگریوس از کالیدون رانده شد. افرادی که به دست او به قتل رسیده‌اند، توسط نویسندگان مختلف به‌طور متفاوت شرح داده شده‌اند. به گفته برخی از نویسندگان او برادر پدرش ملاس، لیکوپئوس یا آلکاثوس را به قتل رساند و از طرف دیگر توئاس و آفارئوس برادران مادرش و در روایات دیگری برادرش اولنیاس را به قتل رسانده بود. او سپس نزد آدراستوس، پادشاه آرگوس رسید که او را از گناهی که مرتکب شده بود پاک ساخت و نیز دخترش دئیپوله را به عقد او درآورد و قول داد آن‌ها را به تاج و تخت بازگرداند. تودئوس همراه آدراستوس برای تصرف تبس به راه افتاد. در آنجا توسط ملانیپوس به شدت زخمی شد. هنگامی که تودئوس زخمی بر روی زمین دراز کشید بود، ایزدبانوی عقل و خرد، آتنا همراه با دارویی جادویی که از پدرش زئوس گرفته بود و او را نامیرا می‌ساخت، بر او ظاهر شد. اما با این حال آمفیاروس که از تودئوس تنفر داشت با حیله‌گری از این کار جلوگیری نمود. او سر ملانیپوس را از بدنش جدا کرد و نزد تودئوس آورد، او نیز سر ملانیپوس را به دو نیم تقسیم کرد و شروع به خوردن مغز او کرد. این کار تودئوس موجبات تنفر آتنا را فراهم ساخت و بدین سبب از دادن داروی جاودانگی به تودئوس منصرف شد. چنین شد که تودئوس درگذشت و توسط جنگجویی به نام مائن به خاک سپرده شد.